# Liste der Naturschutzgebiete im Landkreis Oberhavel
Im Brandenburger Landkreis Oberhavel gibt es 22 Naturschutzgebiete (Stand Februar 2017).
| Name des Gebietes            | Bild           | Kennung | WDPA      | Landkreis / Stadt                                 | Beschreibung / Bemerkungen | Standort | Fläche in Hektar | Datum der Verordnung |
| ---------------------------- | -------------- | ------- | --------- | ------------------------------------------------- | -------------------------- | -------- | ---------------- | -------------------- |
| Biotopverbund Welsengraben   | weitere Bilder | 1169    | 329287    | Landkreis Oberhavel                               |                            | Position | 289,14           | 16.06.2004           |
| Gehron-See                   |                | 1166    | 318428    | Landkreis Oberhavel                               |                            | Position | 213,43           | 29.01.2003           |
| Harenzacken                  |                | 1524    | 318504    | Landkreis Oberhavel                               |                            | Position | 822,4            | 27.08.2003           |
| Häsener Luch                 |                | 1069    | 163543    | Landkreis Oberhavel                               |                            | Position | 51,65            | 19.10.1967           |
| Kastavenseen-Molkenkammersee | weitere Bilder | 1621    | 389611    | Landkreis Oberhavel, Landkreis Uckermark          |                            | Position | 268,27           | 14.10.2009           |
| Kindelsee-Springluch         | weitere Bilder | 1110    | 318652    | Landkreis Oberhavel                               |                            | Position | 69,38            | 31.07.2001           |
| Kleine Schorfheide           |                | 1032    | 318663    | Landkreis Oberhavel, Landkreis Uckermark          |                            | Position | 7375,46          | 30.09.2000           |
| Klienitz                     | weitere Bilder | 1400    | 318667    | Landkreis Oberhavel                               |                            | Position | 201,69           | 24.05.2003           |
| Kremmener Luch               | weitere Bilder | 1083    | 164249    | Landkreis Oberhavel                               |                            | Position | 1186,43          | 04.11.2009           |
| Liebenberger Bruch           |                | 1399    | 164449    | Landkreis Oberhavel                               |                            | Position | 290,51           | 17.05.1992           |
| Lubowsee                     | weitere Bilder | 1092    | 164661    | Landkreis Barnim, Landkreis Oberhavel             |                            | Position | 68,44            | 25.06.2004           |
| Moddersee                    |                | 1398    | 164647    | Landkreis Oberhavel                               |                            | Position | 35,65            | 17.05.1992           |
| Moncapricesee                |                | 1397    | 164645    | Landkreis Oberhavel                               |                            | Position | 113,55           | 17.05.1992           |
| Oberes Rhinluch              | weitere Bilder | 1622    | 555560665 | Landkreis Oberhavel, Landkreis Ostprignitz-Ruppin |                            | Position | 2764,92          | 26.03.2013           |
| Pinnower See                 | weitere Bilder | 1095    | 14408     | Landkreis Oberhavel                               |                            | Position | 67,71            | 27.08.2002           |
| Schnelle Havel               | weitere Bilder | 1071    | 555558897 | Landkreis Barnim, Landkreis Oberhavel             |                            | Position | 2462,93          | 01.01.2015           |
| Schönerlinder Teiche         | weitere Bilder | 1105    | 165461    | Landkreis Barnim, Landkreis Oberhavel             |                            | Position | 40,76            | 26.06.1997           |
| Schwarzer See                |                | 1618    | 378362    | Landkreis Oberhavel                               |                            | Position | 57,73            | 14.07.2006           |
| Schwimmhafenwiesen           | weitere Bilder | 1114    | 165532    | Landkreis Oberhavel                               |                            | Position | 37,09            | 27.02.1996           |
| Stechlin                     | weitere Bilder | 1030    | 319138    | Landkreis Oberhavel, Landkreis Ostprignitz-Ruppin |                            | Position | 8658,18          | 06.12.2002           |
| Tegeler Fließtal             | weitere Bilder | 1560    | 319200    | Landkreis Barnim, Landkreis Oberhavel             |                            | Position | 457,87           | 06.12.2002           |
| Thymen                       | weitere Bilder | 1021    | 14392     | Landkreis Oberhavel                               |                            | Position | 809,87           | 23.08.2012           |